# Lijst van rijksmonumenten in 's-Heer Abtskerke
De plaats 's-Heer Abtskerke telt 12 inschrijvingen in het rijksmonumentenregister. Hieronder een overzicht.
| Object | Oorspronkelijke functie?  | Bouwjaar          | Architect | Locatie                | Coördinaten?                  | Nr.?   | Afbeelding |
| --- | ------------------------- | ----------------- | --------- | ---------------------- | ----------------------------- | ------ | --- |
| Terrein waarin zich twee hoogten bevinden waarvan op een het Huis te Baarsdorp heeft gestaan, terwijl de andere een vluchtberg/kasteelberg is geweest | Archeologisch monument    | 13e-16e eeuw      |           | Baarsdorp              | 51° 29' 4" NB, 3° 50' 19" OL  | 45203  | Terrein waarin zich twee hoogten bevinden waarvan op een het Huis te Baarsdorp heeft gestaan, terwijl de andere een vluchtberg/kasteelberg is geweest |
| Tramstation 's-Gravenpolder - 's-Heer Abtskerke, in Interbellum-architectuur gebouwd                                                                  | Transport                 | 1927              |           | Polderweg 29           | 51° 27' 43" NB, 3° 53' 32" OL | 509159 | Tramstation 's-Gravenpolder - 's-Heer Abtskerke, in Interbellum-architectuur gebouwd                                                                  |
| Kleine goederenloods naast tramstation 's-Gravenpolder - 's-Heer Abtskerke, gebouwd onder invloed van streek-eigen bouwtrant                          | Opslag                    | 1927              |           | Polderweg bij 29       | 51° 27' 43" NB, 3° 53' 32" OL | 509160 | Upload foto |
| Voormalige pastorie van de Nederlands Hervormde kerk; neoclassicistische invloeden                                                                    | Kerkelijke dienstwoning   | 1858              |           | Kerkring 3             | 51° 28' 16" NB, 3° 52' 54" OL | 509199 | Meer afbeeldingen |
| Johannes de Doperkerk | Kerk en kerkonderdeel     | 15e eeuw (schip)  |           | Kerkring 2             | 51° 28' 15" NB, 3° 52' 53" OL | 9974   | Meer afbeeldingen |
| Toren van de Johannes de Doperkerk | Kerk en kerkonderdeel     | vermoedelijk 1350 |           | Kerkring 1             | 51° 28' 15" NB, 3° 52' 51" OL | 9975   | Meer afbeeldingen |
| Hoeve "Plantlust" | Boerderij                 |                   |           | Kerkring 18            | 51° 28' 16" NB, 3° 52' 52" OL | 9976   | Meer afbeeldingen |
| Heuvelhof | Boerderij                 | 17e/18e eeuw      |           | Oude Hoeveweg 8        | 51° 28' 55" NB, 3° 50' 21" OL | 9977   | Meer afbeeldingen |
| De Poel | Industrie- en poldermolen | 1752              |           | Gerbernesseweg 21      | 51° 27' 35" NB, 3° 51' 24" OL | 9978   | Meer afbeeldingen |
| Boerenhoeve met een woonhuis en schuur in langsrichting aangebouwd                                                                                    | Boerderij                 | 18e/19e eeuw      |           | Zuidweg 35             | 51° 27' 51" NB, 3° 52' 46" OL | 9980   | Upload foto |
| Vrijstaande forse boerenwoning waarvan de bijhorende schuur is verdwenen                                                                              | Boerderij                 | 18e-19e eeuw      |           | Kloetingseweg 19       | 51° 28' 43" NB, 3° 53' 60" OL | 9997   | Vrijstaande forse boerenwoning waarvan de bijhorende schuur is verdwenen                                                                              |
| Dwarsdeelschuur op rechthoekige plattegrond onder een met pannen gedekt zadeldak                                                                      | Boerderij                 | 1890              |           | Oude Kraaijertsedijk 4 |                               | 507866 | Meer afbeeldingen |